# Handkäse
El handkäse és una especialitat de formatge típica de la cuina alemanya de Hessen, el nom d'aquest formatge significa en alemany 'formatge de mà 'a causa de l'operació final d'elaboració quan se li proporciona una forma amb les mans. El handkäse és un formatge elaborat amb llet agra semidesnatada (similar al quark) que només conté un petit percentatge de greix, molt celebrat en algunes parts d'Alemanya. Originàriament prové dels voltants de Hüttenberg al sud de Wetzlar i al nord de Frankfurt am Main. N'és característica la forta olor i aroma picant.
Se sol servir com tapa o acompanyament en les sidreries alemanyes de la ciutat de Frankfurt del Main i la gastronomía de Magúncia.
El 2006, la Landesvereinigung für Milch und Milcherzeugnisse Hessen e.V. va sol·licitar la inclusió de la denominació "Hessischer handkäse" "Hessischer Handkäs" a la llista de productes amb indicació geogràfica protegida (IGP) de la Unió Europea. Després de la seva publicació de la sol·licitud en el Diari Oficial de la Unió Europea i la concessió de l'autorització, a partir del 23 de setembre de 2010, un formatge de llet agra només podrà ser designat com a "Hessischer handkäse" si ha estat produït i envasat en Hessischer handkäse. La quallada de llet agra processada durant la producció no ha de procedir d'Hesse.

## Servir
Aquest formatge de mà se sol servir amb ceba, oli i vinagre, acompanyat d'Äppelwoi (una mena de sidra anomenada així segons el dialecte de Frankfurt), en aquest cas se li denomina 'Handkäs amb música' (Handkäs mit musik). És habitual demanar com a aperitiu abans de servir un plat principal.